# Antonio da Pratovecchio
Antonio Mincucci, detto anche Antonio da Pratovecchio (Pratovecchio, 1380 circa – Bologna, 1464 circa), è stato un giurista italiano.

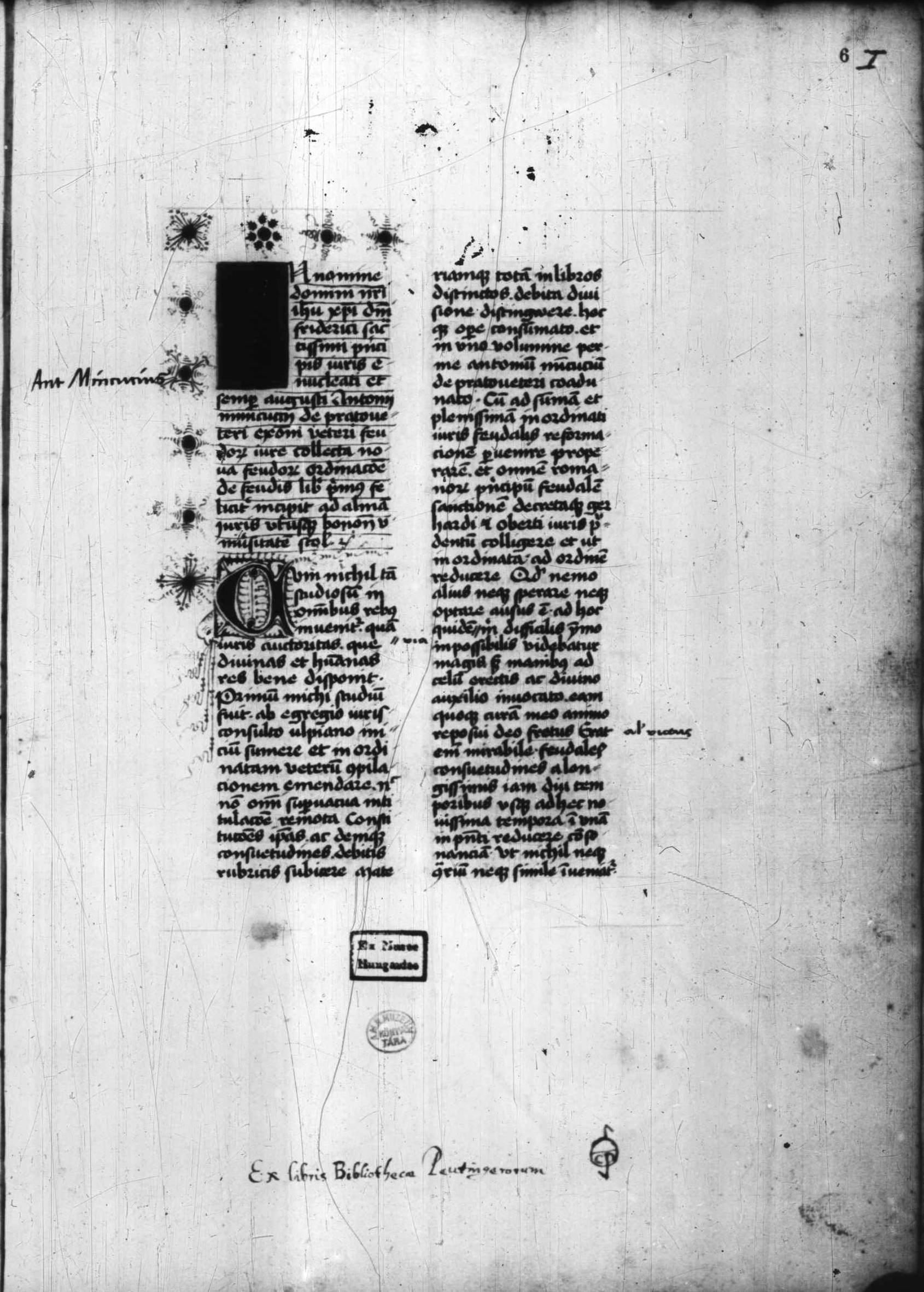
De feudis libri sex, manoscritto, XV secolo

Docente a Bologna, emerse come riordinatore dei testi dei Libri feudorum, assieme a Bartolomeo Barattieri.

## Opere

### Manoscritti
- De feudis libri sex, XV secolo, Budapest, Országos Széchényi Könyvtár, Kézirat, ms. 115,  ff. 6r-60r.
  -  De feudis libri sex, 1461, Bologna, Biblioteca Universitaria, Fondo manoscritti, ms. 1600.
- Consilium ad quaestionem utrum liceat bellum infidelibus inferre, XV secolo, Città del Vaticano, Biblioteca Apostolica Vaticana, Fondo Vaticano latino, Vat. lat. 1932,  ff. 100-112v.
- Sex partita ordinatio ex omni veteri feudorum iure, XV secolo, Fulda, Hochschul- und Landesbibliothek, Handschriften, D 34.